# Tramway d'Orléans
Pour l'ancien réseau, voir l'article ancien tramway d'Orléans.
Le tramway d'Orléans est un réseau de transports en commun desservant la ville d'Orléans ainsi que cinq communes de son agglomération, dans le département du Loiret, en région Centre-Val de Loire. Exploité par Keolis Métropole Orléans, il compte actuellement deux lignes, désignées sous les indices A et B. En 2014 le réseau transportait quotidiennement environ 70 000 passagers
C'est au terme d'un long processus, engagé en 1990, qu'en 2000 la plus grande ville du Loiret se dote d'une ligne de tramway nord-sud reliant Fleury-les-Aubrais à Orléans-La Source. Celle-ci est au moment de son inauguration la plus longue de France (depuis elle a été dépassée). En raison de revirements politiques, il faudra ensuite attendre 2012 pour voir la ville se doter d'une 2e ligne orientée est-ouest. En 2019, ces deux lignes circulent sur un réseau long de près de 29 km.
Un premier tramway avait circulé à Orléans entre 1877 et 1938 ; d'abord hippomobile, puis électrique à partir de 1899, ce réseau comptait quatre lignes. S'ensuivit un déclin à partir de 1917, qui prend fin en 1938 avec la fermeture des dernières lignes.
Le matériel est constitué de vingt-deux rames Citadis 301 à plancher bas partiel et vingt-et-une rames Citadis 302 à plancher bas intégral, construites par Alstom. La ligne B a également recours à la technique de l'alimentation par le sol.

## Histoire

### L'ancien réseau
La première ligne de tramway orléanaise est ouverte le 6 mai 1877, elle est exploitée par la Compagnie générale française de tramways. En 1878, elle relie les Aydes au nord à l’extrémité sud d’Orléans. Le matériel roulant est alors constitué de voitures hippomobiles. Le 28 juin 1899, la ligne est électrifiée et nécessite donc la pose de poteaux supportant des fils électriques.
Parallèlement, trois autres lignes sont développées ; à la meilleure période leurs trajets couvrent Orléans et ses communes frontalières :
- ligne 1 : Bel-Air - Martroi - Saint-Marceau - Olivet
- ligne 2 : faubourg Madeleine - Martroi - Gare - Saint-Vincent
- ligne 3 : faubourg Bourgogne (Saint-Loup) - Martroi - faubourg Saint-Jean
- ligne 4 : cimetière - Gare - Martroi - jardin botanique

L'exploitation des différents tramways orléanais prend fin à partir du 31 mars 1938 au profit de l’autobus.

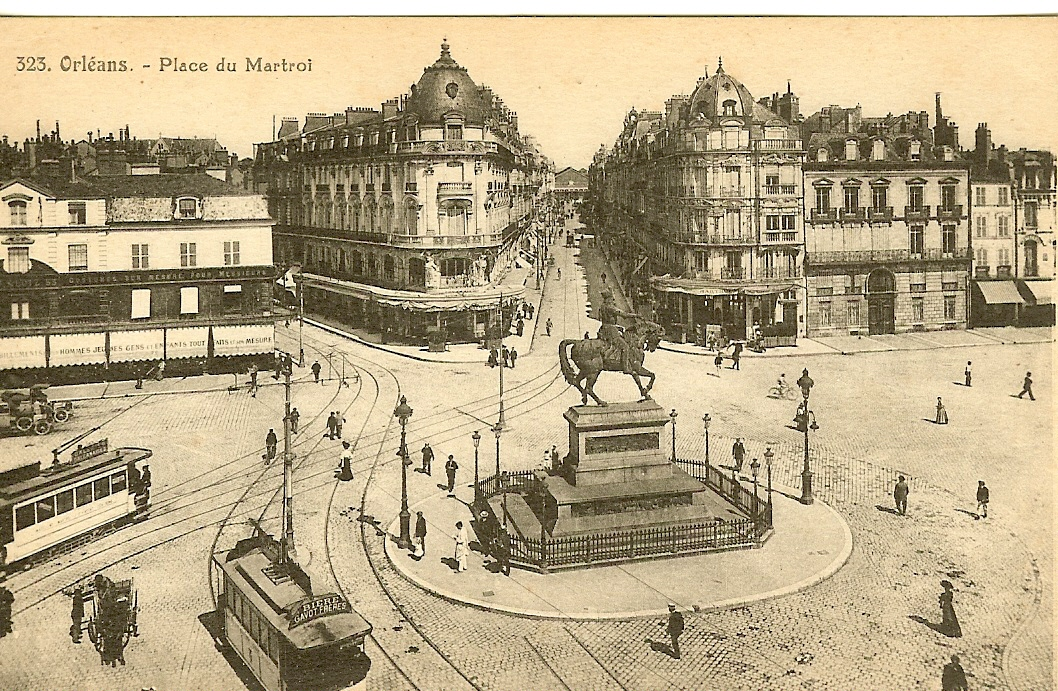
L'ancien tramway sur la place du Martroi...
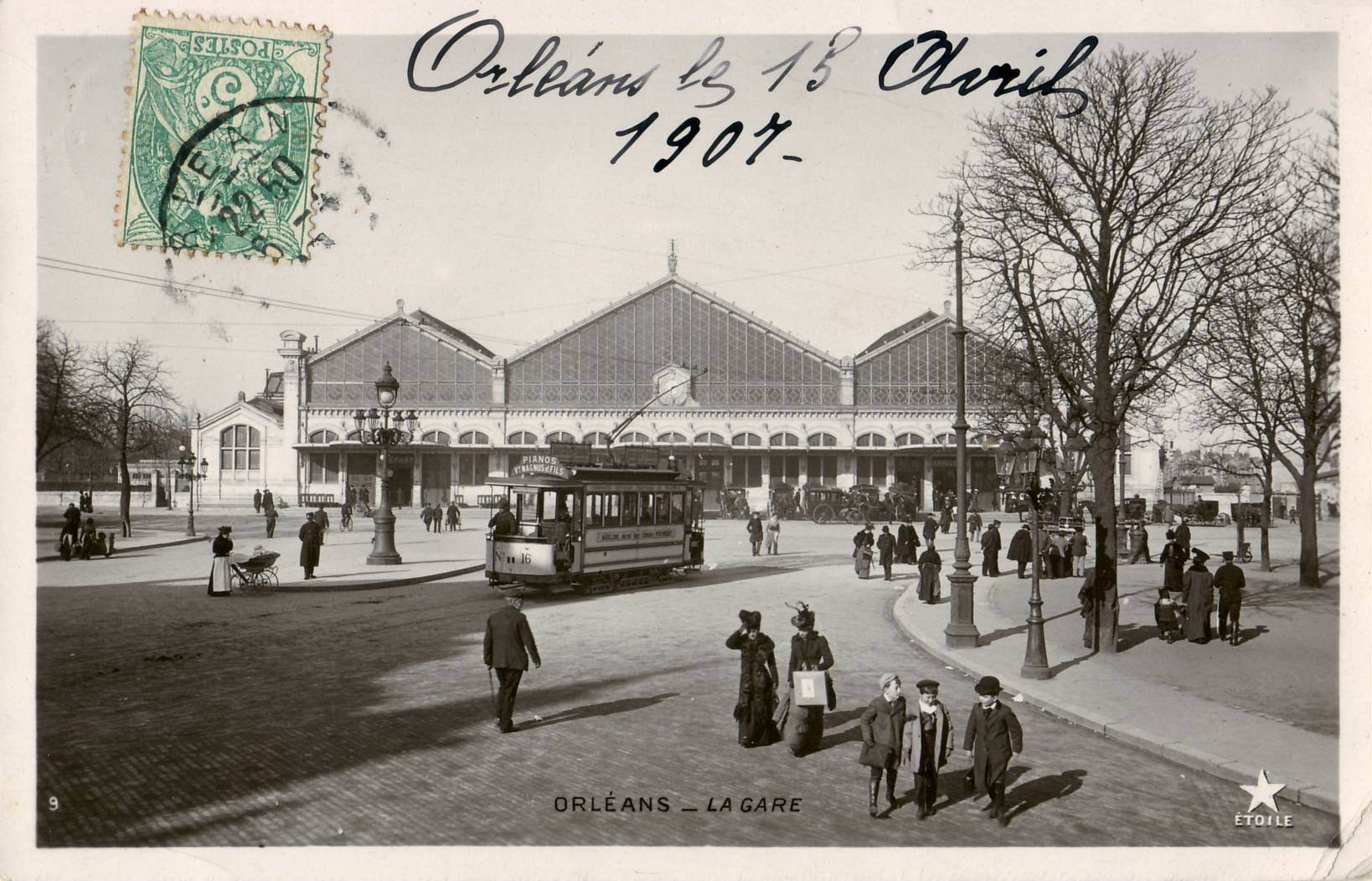
... et devant la Gare
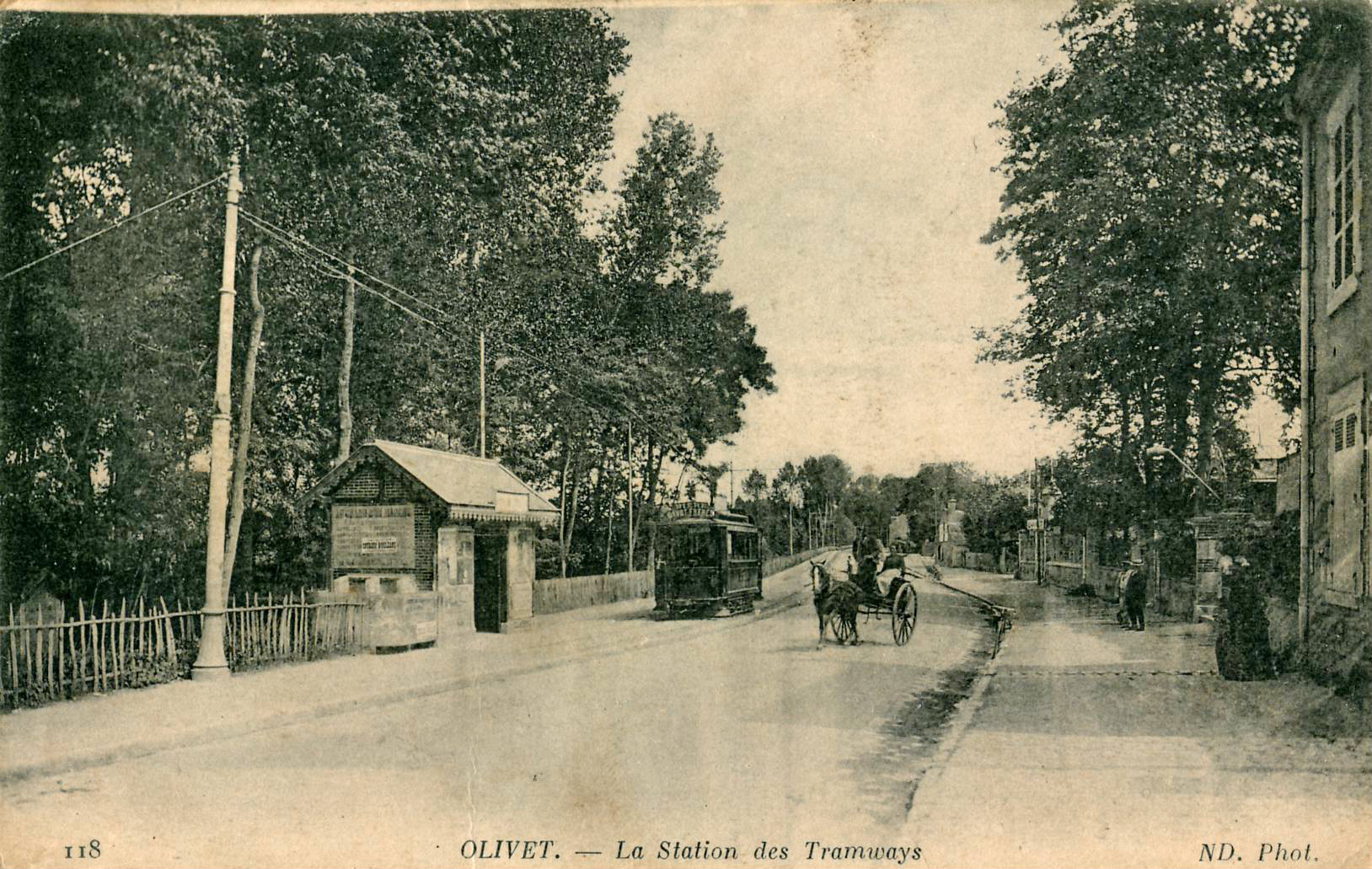
Avant d'être desservi par la ligne A du tramway d'Orléans, Olivet fut le terminus de la ligne 1 de l'ancien tramway
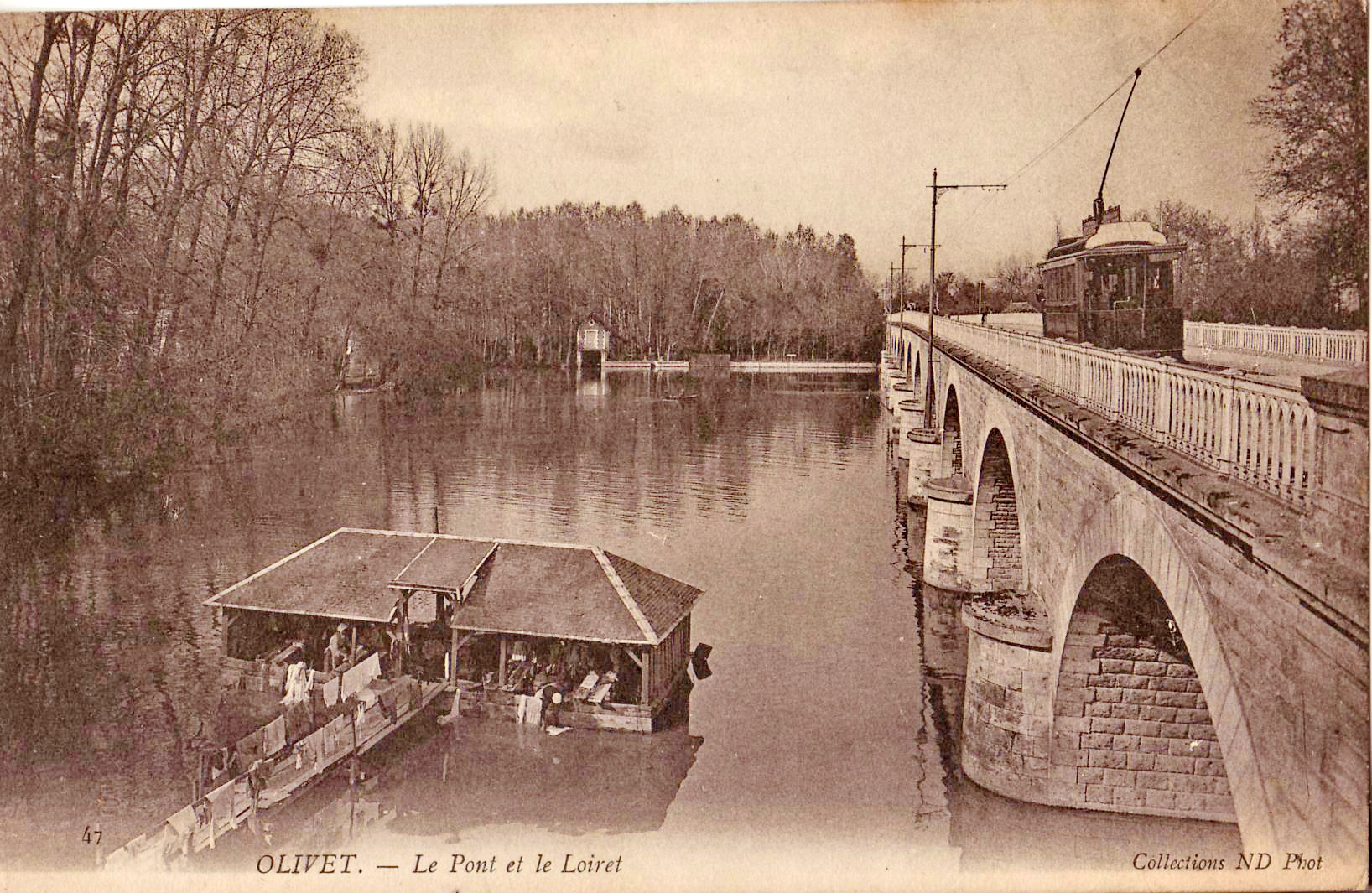
Une motrice du tramway circule sur le Pont d'Olivet, avant 1912

### Le retour du tramway

Carte animée de l'évolution des infrastructures ferroviaires de l'agglomération d'Orléans, dont celle des anciens et actuels tramways, de 1875 à nos jours.

Presque quinze ans après la création de la SEMTAO en 1977, qui permit à Orléans de se doter d'un véritable réseau de bus mais qui reste peu utilisé face à la voiture individuelle, le SIVOM commande en 1990 à la SEMTAO une étude sur la réalisation d'un transport en commun en site propre qui débouche en novembre 1995 sur un projet d'un réseau constitué de deux lignes de tramway,. La concertation préalable a lieu entre fin 1995 et début 1996, suivi de l'enquête publique en 1996. Ce projet fut contesté, les opposant jugeant Orléans trop petite pour un tel mode de transport, jugeant le projet trop cher ou que le tramway est trop bruyant. On retrouve aussi des arguments concernant l'impact du tramway sur les commerces en centre-ville. La solution du Transport sur voie réservée (qui verra le jour à Caen et Nancy), que l'opposition municipale soutenait, ou l'utilisation de l'étoile ferroviaire afin de constituer un réseau de tram-train, solution défendue par le maire de Saran Michel Guérin, ont été étudiées et abandonnées.
À la suite de l'enquête publique, la création de la ligne est actée en 1997 et en juin, GEC Alsthom remporte l'appel d'offres pour la fourniture du matériel roulant,. Une station supplémentaire est ajoutée à Olivet par rapport au projet d'origine. En juin toujours, la commission d'enquête émet des réserves sur passage par le pont George-V, la commission souhaitant que la ligne emprunte un nouveau pont, et la desserte du quartier du Larry à Olivet, ce qui remettrait en cause tous les projets urbanistiques de la commune.
Le Conseil d'État valide le 28 juillet 1998 la déclaration d'utilité publique pour une première ligne nord-sud de 18 km, alors la plus longue de France, entre Fleury-les-Aubrais et Orléans-la-Source,. Les premiers travaux ont lieu dans la foulée mais sont officiellement lancé le 12 octobre 1998, avec un an de retard, et durent deux ans,. La première soudure de rail à La Source a lieu le 19 janvier 1999, la construction du centre de maintenance début en novembre. La première rame est réceptionnée en mars 2000 et le mois suivant, la SEMTAO mandate Transamo pour lancer les premières études sur la 2e ligne de tramway. Les essais sur l'intégralité de la ligne débutent en octobre 2000 et la ligne est inaugurée le 20 novembre 2000 par le 1er ministre Lionel Jospin, ouverte gratuitement au public dès le 24 novembre et mise en service commercialement le 27 novembre. La mise en service fut mitigée, avec un trafic plus faible que prévu, une restructuration du réseau de bus loin de faire l'unanimité et aux temps de parcours inadaptés et la non livraison de certaines rames, la dernière ne sera reçu qu'en janvier 2001. Les contraintes de largeur du pont George V ont poussé à l'achat de rames de seulement 2,32 m de large, soit la version la plus étroite du Citadis d'Alstom.

### Tergiversations sur la2eligne

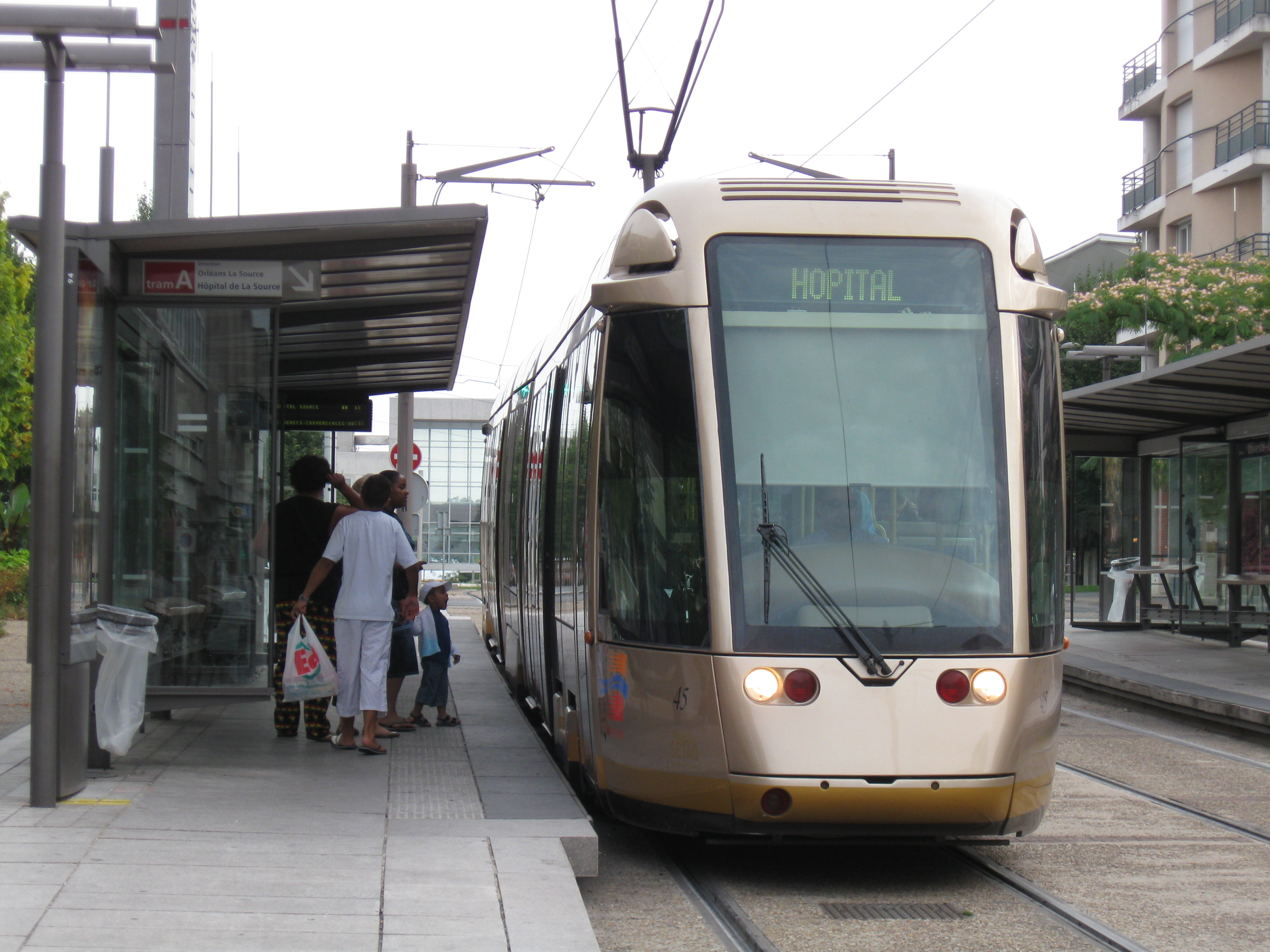
Un Citadis 301 à la station L'indien.

En février 2000 les premières esquisses de tracé pour la 2e ligne ont été rendues publiques. La ligne mesurerait 21 km pour 30 stations entre La Chapelle-Saint-Mesmin et Mardié via la N 152, diverses zones d'activité, Saint-Jean-de-la-Ruelle, la gare d'Orléans (avec une variante passant par l'hyper-centre à la place) puis emprunterait la ligne d'Orléans à Gien pour rejoindre Chécy et Mardié. Les travaux étaient alors prévus pour 2002 ou 2003. Mais Jean-Pierre Sueur, qui avait porté le projet, perd les élections municipales de 2001 ; son successeur Serge Grouard remet en cause en septembre 2001 le projet de 2de ligne est-ouest inscrite — en pointillé — dans le PDU voté en 2000. La nouvelle municipalité cherche à remplacer le tramway par des modes de transport que la ville juge « innovants » comme le bus à haut niveau de service ou le tramway sur pneus et mandate la SEMTAO à ce sujet en octobre 2001,.
En novembre 2002, la communauté d'agglomération Orléans Val de Loire vote en effet la création d'une ligne de TCSP de 22,7 km de long reliant La Chapelle-Saint-Mesmin à Mardié et qui serait exploité soit avec des Irisbus Civis, soit avec des APTS Phileas pour une mise en service prévue en 2007. Un des Civis de Clermont-Ferrand est présenté à Orléans le mois suivant. Or, la population plébiscite le tramway sur fer comme pour la 1re ligne, renforcé par le fait que cette ligne a atteint sa fréquentation prévisionnelle de 45 000 voyageurs quotidiens.
La ville décide donc de revenir au principe du tramway sur fer en mars 2005, décision confirmée en juillet, et lance la concertation du projet « CLEO » (Concevoir la ligne Est-Ouest),. Amputée de la subvention de l'État prévue à l'origine, et en raison de endettement important de l'agglomération, la ligne est largement raccourcie pour ne mesurer que 11,8 km entre La Chapelle-Saint-Mesmin et Saint-Jean-de-Braye et via l'hyper-centre au lieu de la gare, selon le tracé provisoire, la tracé définitif ne sera adopté qu'en 2007 pour une mise en service alors prévue en 2010,,.

### Construction de la ligne est-ouest

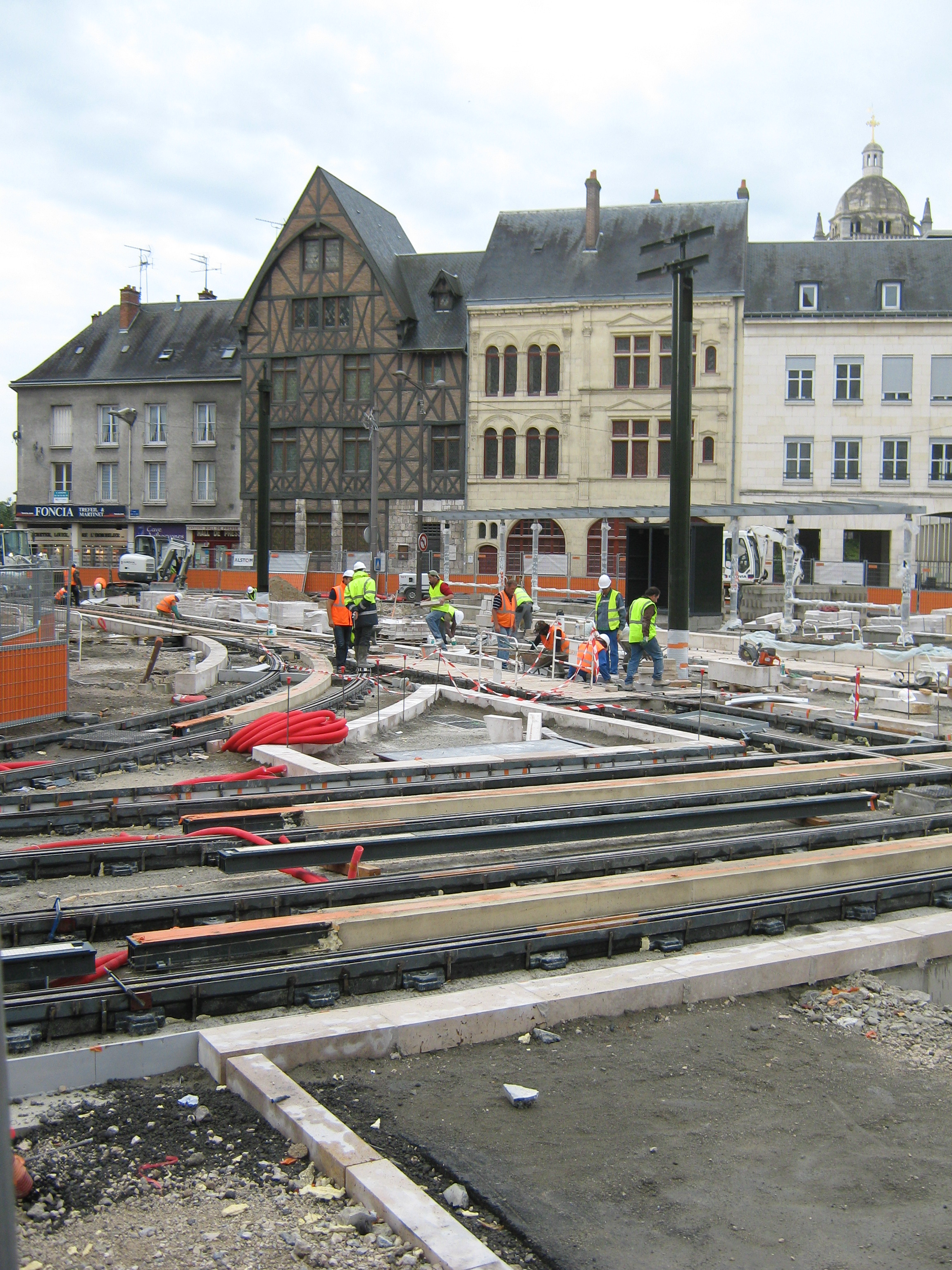
Travaux d'interconnexion entre les lignes A et B du tramway d'Orléans place De Gaulle à la mi-août 2010.

Le tracé retenu ne dessert pas la gare au profit du centre historique, la ville utilisant ainsi le tramway comme outil de rénovation urbaine, ce choix ayant pour principal défaut de réduire la vitesse commerciale de la ligne et de renchérir son coût,. Le constructeur retenu pour cette ligne est à nouveau Alstom, avec un matériel roulant quelque peu différent. La déclaration d'utilité publique est accordée le 10 janvier 2008, bien que le tracé à Saint-Jean-de-Braye doit être revu,. Le tracé prévu sur la commune a été critiqué par les élus et par l'association du centre-ville de la commune qui souhaitent un passage de long de la ligne d'Orléans à Gien, obligeant l'agglomération à revoir sa copie, ce qui nécessite une nouvelle enquête publique et une seconde déclaration d'utilité publique, partielle cette fois-ci ; enfin, la mise en service est repoussée de 2011 à 2012. Finalement, la construction débute en février 2009, bien qu'il faille attendre un ultime vote des élus communautaires sur le nouveau tracé en octobre pour que les dernières zones d'ombres du projet disparaissent ; la construction de la plate-forme commence début 2010,.
Après trois ans de travaux, la 2e ligne de 11,3 km est finalement mise en service le 30 juin 2012 et transporte 25 000 voyageurs par jour. La 2e ligne a, entre autres, pu voir le jour en tant que tramway et sur ce tracé grâce au choix de l'alimentation par le sol afin de dégager la perspective de la rue Jeanne d’Arc sur la cathédrale. Pour la seconde ligne, le choix du matériel se porte sur le Citadis 302 d'Alstom, au gabarit standard de 2,40 m de large.

## Le réseau

### Principales caractéristiques
En 2017, le réseau d'Orléans compte deux lignes en activité, formant une croix dont le centre est la station De Gaulle en plein centre-ville, qui est aussi l'unique point d'interconnexion entre les deux lignes via un raccordement en voie unique dirigé de façon à permettre à une rame Citadis 302 de s'engager depuis la ligne B sur la ligne A ou de rejoindre le dépôt de la Source ; l'inverse n'est en revanche pas possible avec un Citadis 301, non équipé de l'alimentation par le sol.
Le réseau de tramway est alimenté en 750 V courant continu, soit par ligne aérienne de contact (LAC) soit par Alimentation par le sol (APS). Il dessert, outre la commune d'Orléans, les communes périphériques  de Fleury-les-Aubrais, Olivet, La Chapelle-Saint-Mesmin, Saint-Jean-de-Braye et Saint-Jean-de-la-Ruelle.
| Ligne  | Terminus                                                                           | Longueur (en kilomètres) | Temps de parcours moyen (en minutes) | Mise en service  | Fréquentation annuelle |
| ------ | ---------------------------------------------------------------------------------- | ------------------------ | ------------------------------------ | ---------------- | ---------------------- |
| Tram A | Fleury-les-Aubrais — Jules Verne ↔ Orléans-la-Source — Hôpital de la Source        | 18                       | 50                                   | 27 novembre 2000 |                        |
| Tram B | La Chapelle-Saint-Mesmin — Georges Pompidou ↔ Saint-Jean-de-Braye — Clos du Hameau | 11.3                     | 40                                   | 30 juin 2012     |                        |

### La ligne A
La ligne A est une ligne d'orientation Nord-Sud qui relie la station Jules Verne à Fleury-les-Aubrais à la station Hôpital de la Source dans le quartier orléanais d'Orléans-la-Source par le centre-ville d'Orléans et Olivet.
Inaugurée le 20 novembre 2000, et mise en service le 27 novembre suivant, elle est longue de 18 km et dessert 27 stations. Elle traverse deux cours d'eau, la Loire sur le pont George-V et le Loiret au niveau d'Olivet, et dessert aussi l'ensemble du campus de l'université d'Orléans situé dans le quartier d'Orléans-La Source.
La ligne est équipée de vingt-deux rames Citadis 301 (Alstom), complétées aux heures de pointe par quatre Citadis 302 du même constructeur, remisées et entretenues au centre de maintenance des tramways d'Orléans-la-Source.
Huit œuvres d'art ont été disposées le long de la ligne pour une commande avoisinant les 1,7 million d'euros.

### La ligne B
La ligne B est une ligne d'orientation Est-Ouest qui relie la station Georges Pompidou à La Chapelle-Saint-Mesmin à la station Clos du Hameau à Saint-Jean-de-Braye par le centre-ville d'Orléans.
Inaugurée le 29 juin 2012 et mise en service le lendemain, elle est longue de 11,3 km et dessert 25 stations. Construite sous le nom de projet CLEO, acronyme de « Concevoir la liaison est-ouest de l'agglo orléanaise », elle est équipée du système d'alimentation par le sol (APS) d'Alstom dans sa traversée du centre-ville d'Orléans afin de se passer de ligne aérienne de contact.
La ligne est équipée de vingt-et-une rames Citadis 302 (Alstom), remisées et entretenues au centre de maintenance des tramways de Saint-Jean-de-Braye.

### Projet extension du réseau de tramway pour 2030-2040
Début 2023, la presse annonce que la Métropole d'Orléans a lancé des études de faisabilité à l'horizon 2030 pour l'extension du réseau de tramway, soit par la création d'une 3eme ligne, ou bien de l'extension des lignes A et B ou bien les deux,
Le vice-président de la Métropole émet également l'idée de la création d'une troisième ligne "sur les mails, sur la tangentielle, en circulaire".
La métropole n'écarte pas non plus d'autres options. Elle s'intéresse ainsi au possible prolongement ou à la division des deux lignes existantes, vers le nouveau quartier Interives à Fleury-les-Aubrais, mais aussi vers Saran, ou encore vers l'est ou l'ouest de l'agglomération.

## Exploitation
En 2025, le matériel roulant du tramway est constitué d'un parc datant de 2000 à 2012.

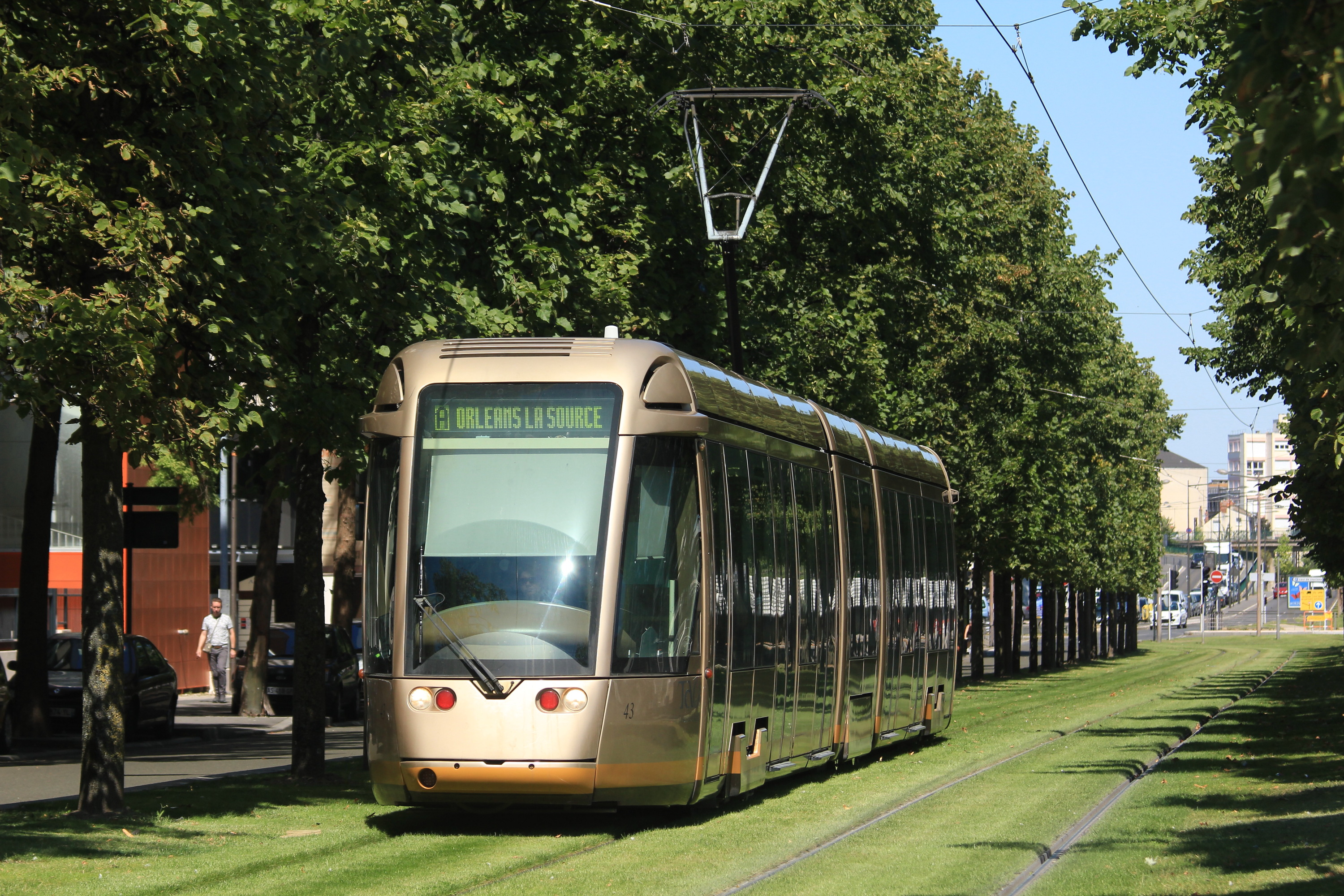
Alstom Citadis 301 Tram A
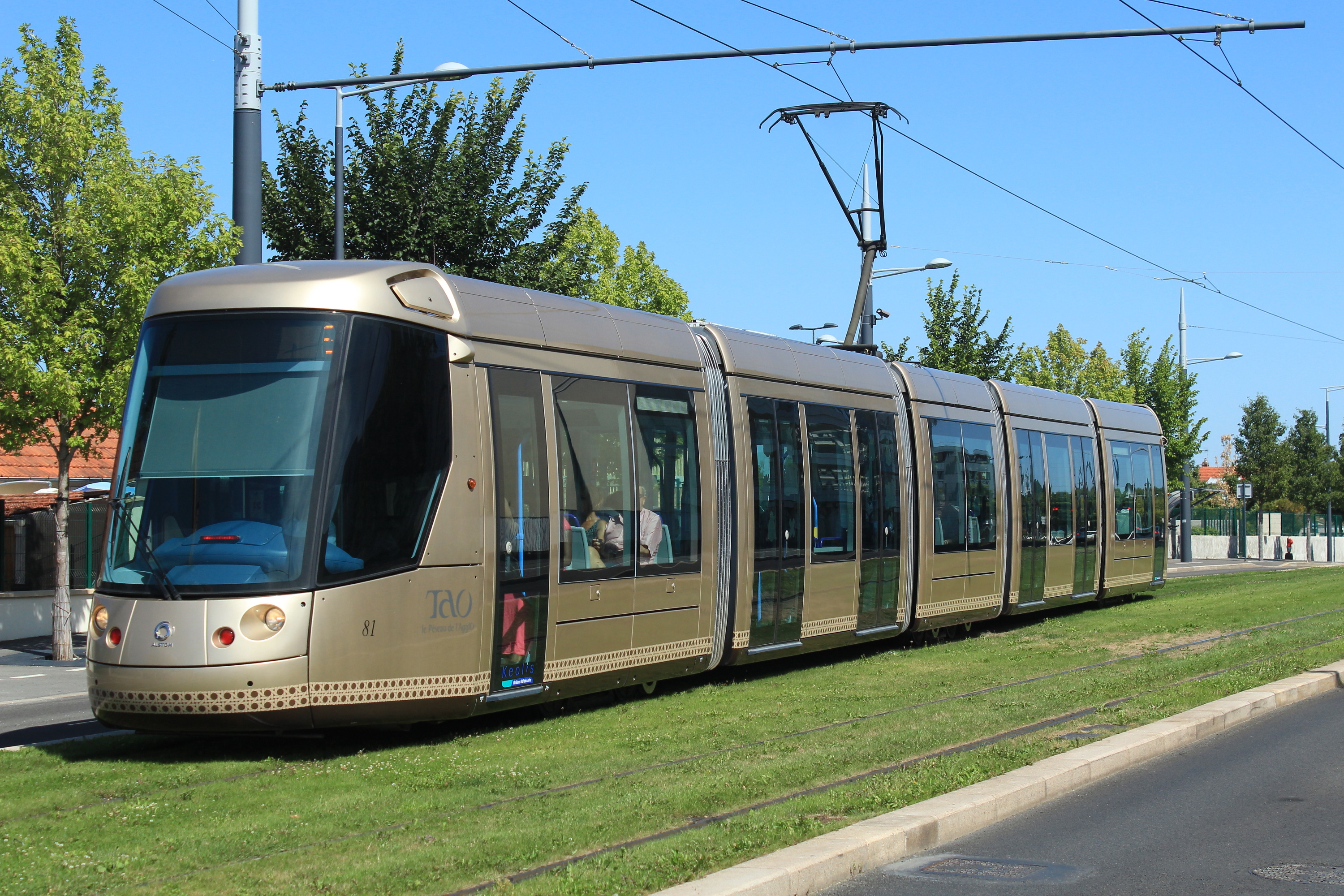
Alstom Citadis 302 Tram A Tram B

### Conduite et signalisation

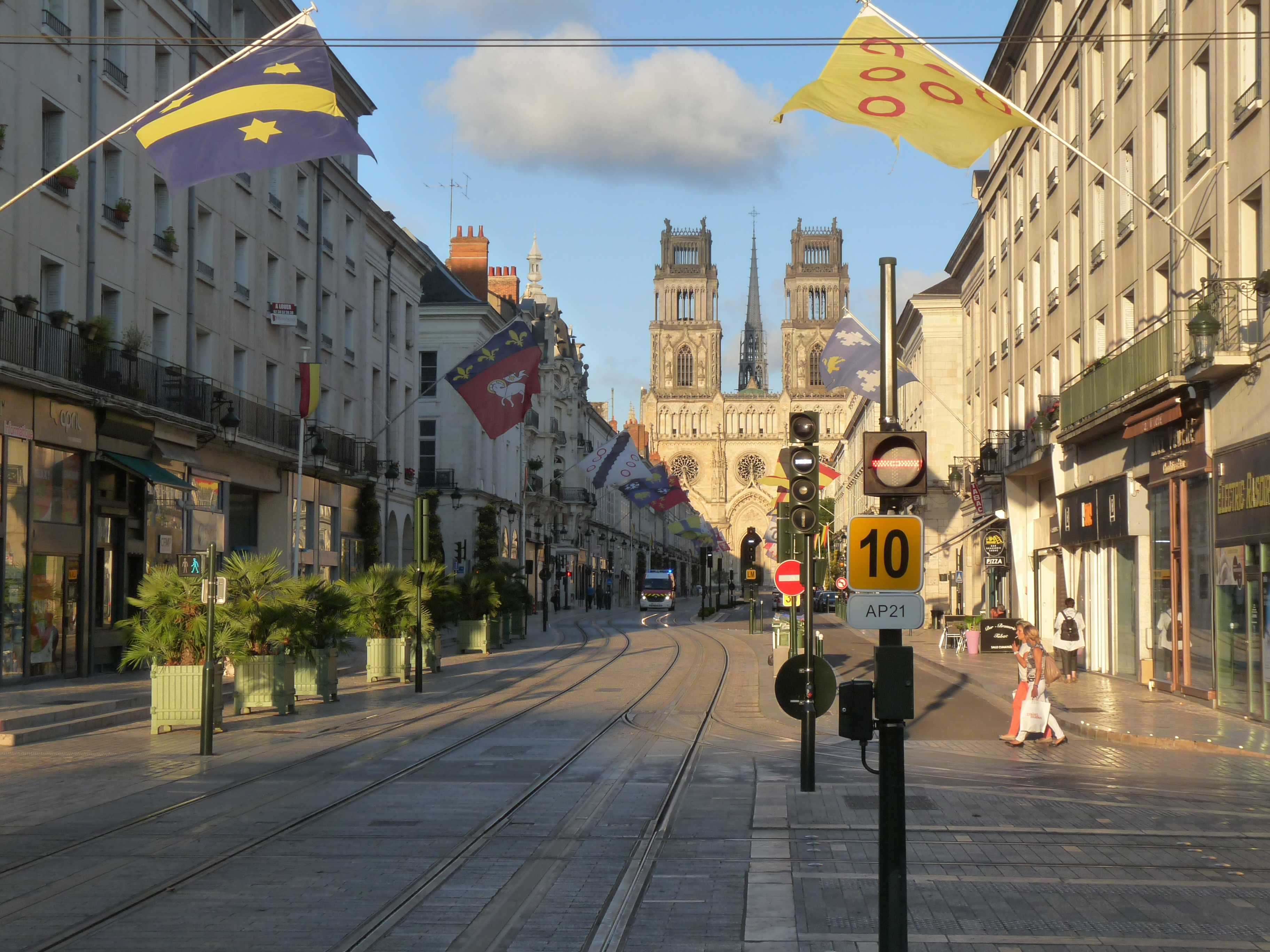
Signaux implantés rue Jeanne-d'Arc.

La conduite sur les lignes se fait en « conduite à vue », on n'y trouve que des panneaux de limitation de vitesse, des signaux de protection d'itinéraires et des signaux protégeant le franchissement des carrefours. Pour ces derniers, la voirie est équipée de signaux tricolores classiques de type R11 tandis que la ligne est équipée de signaux de type R17 associés à la signalisation routière.
Sur un fond noir, une barre horizontale de couleur blanche signale l'arrêt, un rond blanc annonce un signal d'arrêt et une barre verticale blanche la voie libre. Une signalisation d'aide à l'exploitation complète ces signaux, un triangle lumineux orange signalant la prise en charge de la demande de priorité au carrefour.
Les signaux de protection d'itinéraires ou signaux d'exploitation se situent où se trouvent les appareils de voies (aiguillages). Les panneaux de limitation de vitesse se présentent quant à eux comme des panneaux carrés avec des chiffres noirs sur fond jaune. Enfin, les indicateurs de coupure de courant sont implantés en amont de chaque secteur d'alimentation de la ligne aérienne de contact (LAC). Une croix grecque verte annonce une ligne électrique alimentée, les lettres CC rouges une ligne non alimentée. Pour la transition ligne aérienne/alimentation par le sol sur la ligne B, une signalisation spécifique constituée de panneaux indique aux conducteurs où la bascule doit être effectuée.

### Sécurité et accidents
En cas d'interruption du trafic, le tramway peut être remplacé par des bus relais. Ces navettes sont désignées par l'appellation « Solution BIS » et suivent au plus près le tracé de chacune des lignes.

### Tarification et financement

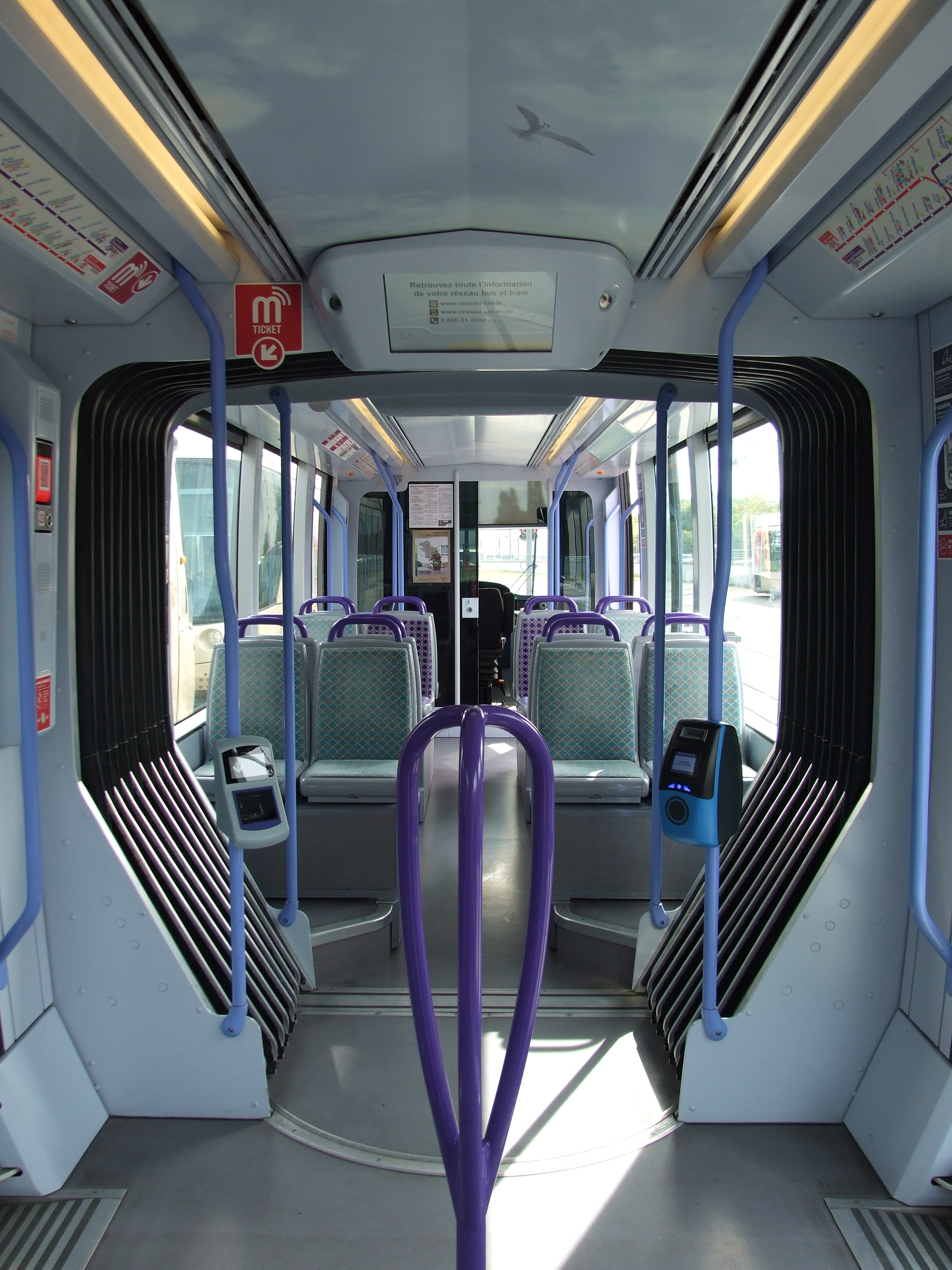
Intérieur du Citadis 302 no 77 avec, à gauche le valideur M'Ticket et à droite le valideur type V6000 pour les titres de transport classiques.

La tarification est identique sur l'ensemble du réseau des transports de l'agglomération orléanaise ainsi que pour les trains intégrés dans l'offre « TER-Bus ». Un « Ticket 1 voyage » permet un trajet simple quelle que soit la distance avec une ou plusieurs correspondances pendant une durée maximale d'une heure entre la première et dernière validation.
Le financement du fonctionnement du réseau (entretien, matériel et charges de personnel) est assuré par l'exploitant Keolis Métropole Orléans. Cependant, les tarifs des billets et abonnements dont le montant est limité par décision politique ne couvrent pas les frais réels de transport. Le manque à gagner est compensé par l'autorité organisatrice, Orléans Métropole. Elle définit les conditions générales d'exploitation ainsi que la durée et la fréquence des services. L'équilibre financier du fonctionnement est assuré par une dotation globale annuelle à Keolis Métropole Orléans, notamment grâce au versement transport payé par les entreprises de plus de onze salariés et aux contributions des collectivités publiques.

### Système d'information en temps réel

#### En station
Sur chaque quai des stations, des écrans informent les voyageurs de la destination des prochaines rames et du temps d'attente respectif. Toutes les stations sont reliées au poste de commande centralisé (PCC), depuis lequel sont diffusées des informations vocales en cas de perturbations importantes.

#### Dans les rames
Les tramways sont équipés d'un système d'information voyageurs embarqué. Des afficheurs intérieurs indiquent aux voyageurs la destination ainsi que la prochaine station. Entre deux stations, une annonce sonore donne le nom de la prochaine station.

## Le tramway dans la culture
L'association loi de 1901 « Les amis du tramway d'Orléans miniature » (ATOM) a reproduit le centre de maintenance d'Orléans-la-Source et une partie de la ligne A jusqu'au terminus Hôpital de la Source à l'échelle HO. Ce réseau miniature mesure 9,50 m de long et 1,75 m de large.